# Eichhornia paradoxa
Eichhornia paradoxa là một loài thực vật có hoa trong họ Pontederiaceae. Loài này được (Mart. ex Schult. & Schult.f.) Solms mô tả khoa học đầu tiên năm 1883.